# Virna Jandiroba
Virna Carole Andrade Jandiroba (Serrinha, 30 de maio de 1988) é uma lutadora brasileira de artes marciais mistas, luta na categoria peso-palha feminino do Ultimate Fighting Championship.

## Início
Jandiroba começou a treinar kung fu quando era criança. Ela depois começou a treinar Judô e jiu-jitsu. Ela fez a transição pro MMA logo após conquistar sua faixa preta.

## Carreira no MMA

### Invicta Fighting Championships
Jandiroba fez sua estreia no Invicta em 8 de dezembro de 2017 no Invicta FC 26: Maia vs. Niedwiedz contra Amy Montenegro. Ela venceu a luta por finalização no primeiro round.
Jandiroba estava com luta marcada para enfrentar Janaisa Morandin em 24 de março de 2018 no Invicta FC 28 pelo cinturão peso palha do Invicta. Entretanto, Morandin teve que se retirar da luta devido a uma infecção no dente e foi substituída por Mizuki Inoue. Jandiroba venceu a luta por decisão dividida pelos placares dos juízes de 49-46, 46-49 e 49-46, e se tornou a campeã peso palha do Invicta FC.
Em 1 de setembro de 2018, Jandiroba fez eu primeira defesa de cinturão no Invicta FC 31: Jandiroba vs. Morandin contra Janaisa Morandin. Ela finalizou Morandin no segundo round e manteve o cinturão.

### Ultimate Fighting Championship
Virna Jandiroba fez sua estreia no UFC substituindo a lesionada Livia Renata Souza contra Carla Esparza em 27 de abril de 2019 no UFC Fight Night: Jacaré vs. Hermansson. Ela perdeu por decisão unânime.
Jandiroba era esperada para enfrentar Cortney Casey em 7 de dezembro de 2019 no UFC on ESPN: Overeem vs. Rozenstruik. Entretanto, Casey teve que se retirar da luta e foi substituída por Livia Renata Souza. Porém, Souza também teve que se retirar da luta e foi substituída por Mallory Martin. Jandiroba venceu por finalização no segundo round.

## Cartel no MMA
| Cartel no MMA   |             |            |
| 20 lutas        | 17 vitórias | 3 derrotas |
| Por nocaute     | 1           | 0          |
| Por finalização | 13          | 0          |
| Por decisão     | 3           | 3          |

| Res.    | Cartel | Oponente                   | Método                               | Evento                                 | Data       | Round | Tempo | Local                    | Notas                                                               |
| ------- | ------ | -------------------------- | ------------------------------------ | -------------------------------------- | ---------- | ----- | ----- | ------------------------ | ------------------------------------------------------------------- |
| Vitória | 19-3   | Marina Rodriguez           | Decisão (unânime)                    | UFC 288: Sterling vs. Cejudo           | 06/05/2023 | 3     | 5:00  | Newark, New Jersey       |                                                                     |
| Vitória | 18-3   | Angela Hill                | Decisão (unânime)                    | UFC on ESPN: Błachowicz vs. Rakić      | 14/05/2022 | 3     | 5:00  | Las Vegas, Nevada        |                                                                     |
| Derrota | 17-3   | Amanda Ribas               | Decisão (unânime)                    | UFC 267: Blachowicz vs. Teixeira       | 30/10/2021 | 3     | 5:00  | Abu Dhabi                |                                                                     |
| Vitória | 17-2   | Kanako Murata              | Nocaute Técnico (interrupção médica) | UFC on ESPN: The Korean Zombie vs. Ige | 19/06/2021 | 2     | 5:00  | Las Vegas, Nevada        |                                                                     |
| Derrota | 16-2   | Mackenzie Dern             | Decisão (unânime)                    | UFC 256: Figueiredo vs. Moreno         | 12/12/2020 | 3     | 5:00  | Las Vegas, Nevada        |                                                                     |
| Vitória | 16-1   | Felice Herrig              | Finalização (chave de braço)         | UFC 252: Miocic vs. Cormier 3          | 15/08/2020 | 1     | 1:44  | Las Vegas, Nevada        | Performance da Noite.                                               |
| Vitória | 15-1   | Mallory Martin             | Finalização (mata leão)              | UFC on ESPN: Overeem vs. Rozenstruik   | 07/12/2019 | 2     | 1:16  | Washington, D.C.         |                                                                     |
| Derrota | 14-1   | Carla Esparza              | Decisão (unânime)                    | UFC Fight Night: Jacaré vs. Hermansson | 27/04/2019 | 3     | 5:00  | Fort Lauderdale, Florida | Estreia no UFC.                                                     |
| Vitória | 14-0   | Janaisa Morandin           | Finalização (triângulo de mão)       | Invicta FC 31: Jandiroba vs. Morandin  | 01/09/2018 | 2     | 2:23  | Kansas City, Missouri    | Defendeu o Cinturão Peso Palha do Invicta FC; Performance da Noite. |
| Vitória | 13-0   | Mizuki Inoue               | Decisão (dividida)                   | Invicta FC 28: Mizuki vs. Jandiroba    | 24/03/2018 | 5     | 5:00  | Salt Lake City, Utah     | Ganhou o Cinturão Peso Palha do Invicta FC.                         |
| Vitória | 12-0   | Amy Montenegro             | Finalização (chave de braço)         | Invicta FC 26: Maia vs. Niedwiedz      | 08/12/2017 | 1     | 2:50  | Kansas City, Missouri    | Estreia na Invicta FC; Performance da Noite.                        |
| Vitória | 11-0   | Ericka Almeida             | Decisão (dividida)                   | Fight 2 Night 2                        | 28/04/2017 | 3     | 5:00  | Foz do Iguaçu            |                                                                     |
| Vitória | 10-0   | Suiane Teixeira dos Santos | Finalização (chave de braço)         | MMA Pro 12                             | 26/11/2016 | 1     | 0:46  | Serrinha, Bahia          |                                                                     |
| Vitória | 9-0    | Lisa Ellis                 | Finalização (mata leão)              | Fight 2 Night                          | 04/11/2016 | 1     | 2:21  | Rio de Janeiro           |                                                                     |
| Vitória | 8-0    | Cristiane Lima Silva       | Finalização (mata leão)              | Fight On 3                             | 30/07/2016 | 1     | 2:34  | Salvador                 |                                                                     |
| Vitória | 7-0    | Anne Karoline Nascimento   | Finalização (chave de braço)         | Circuito MNA de MMA 2                  | 09/04/2016 | 2     | 3:29  | Seabra                   | Ganhou o Cinturão Peso Palha do Circuito MNA de MMA.                |
| Vitória | 6-0    | Aline Sattelmayer          | Decisão (unânime)                    | The King of Arena Fight 2              | 14/11/2015 | 3     | 5:00  | Alagoinhas               | Volta ao Peso Palha.                                                |
| Vitória | 5-0    | Cristiane Lima Silva       | Finalização (mata leão)              | Velame Fight Combat 4                  | 12/09/2015 | 1     | 2:53  | Feira de Santana         |                                                                     |
| Vitória | 4-0    | Carla Ramos                | Finalização (triângulo)              | Banzay Fight Championship 2            | 16/05/2015 | 1     | 1:50  | Candeias, Bahia          | Estreia no Peso Mosca.                                              |
| Vitória | 3-0    | Camila Lima                | Finalização (mata leão)              | MMA Super Heroes 7                     | 15/11/2014 | 2     | 4:30  | São Paulo                |                                                                     |
| Vitória | 2-0    | Gina Brito Silva Santana   | Finalização (mata leão)              | The Iron Fight 2                       | 21/12/2013 | 3     | N/A   | Euclides da Cunha        |                                                                     |
| Vitória | 1-0    | Joana Santana              | Finalização (mata leão)              | Premier Fight League 10                | 15/06/2013 | 1     | 0:41  | Serrinha, Bahia          | Estreia no Peso Palha.                                              |